# جرم نفرت (فیلم ۲۰۱۳)
جرم نفرت یا جنایت متعصبانه (به انگلیسی: Hate Crime) یک فیلم ترسناک و دلهره‌آور آمریکایی محصول سال ۲۰۱۳ به کارگردانی جیمز کالن برساک است.

## داستان
گروهی از نئونازیسم معتاد به مت‌آمفتامین به خانه یک خانواده یهودی حمله می‌کنند و آنها را مورد ضرب و شتم، تجاوز، شکنجه، زنا با محارم و قتل قرار می‌دهند.

## بازیگران
- جودی بارتون در نقش جان باکلی جونیور
- گرگ دپترو در نقش دن
- دبی دیزل در نقش لیندزی
- تیم موران در نقش توماس میدل
- ایان رابرتز در نقش بیل باکلی
- اسلون مورگان سیگل در نقش الکس
- مگی واگنر در نقش ملیسا